# سدیم آدیپات
سدیم آدیپات (به انگلیسی: Sodium adipate) با فرمول شیمیایی Na۲C۶H۸O۴ یک ترکیب شیمیایی با شناسه پاب‌کم ۲۴۰۷۳ است؛ که جرم مولی آن ۱۹۰٫۱۰ g/mol می‌باشد.